# Sac d'Anvers
Pour les articles homonymes, voir Siège d'Anvers et Furie Espagnole.
Guerre de Quatre-Vingts Ans
Batailles
- Chronologie de la guerre de Quatre-Vingts Ans
- Valenciennes
- Austruweel
- Rheindalen
- Heiligerlee
- Jemmingen
- Jodoigne
- Brielle
- 1er Flessingue
- Malines
- Goes
- Mons
- Haarlem
- 2e Flessingue
- Borsele
- Zuiderzee
- Alkmaar
- Leyde
- Reimerswaal
- Mook
- Lillo
- Zierikzee
- 1er Anvers
- 1er Bréda
- Gembloux
- Rijmenam
- 1er Deventer
- Maastricht
- 2e Bréda
- Açores
- 2e Anvers
- 3e Anvers
- Boksum
- Zutphen
- 1er Berg-op-Zoom
- Gravelines
- 3e Bréda
- 2e Deventer
- Groningue
- Huy
- 1er Groenlo1
- 2e Groenlo
- Turnhout
- Nieuport
- Ostende
- L'Écluse
- 3e Groenlo
- Saint-Vincent
- Gibraltar
- Saint-Vincent (1621)
- 2e Berg-op-Zoom
- 4e Bréda
- 4e Groenlo
- Matanzas
- Bois-le-Duc
- Abrolhos
- Slaak
- Maastricht
- 5e Bréda
- Cabañas
- Calloo
- Les Downs
- Saint-Vincent (1641)
- Hulst
- Cavite

Le sac d'Anvers, connu comme la Furie Espagnole ou Furie d'Anvers aux Pays-Bas, en Belgique et en Angleterre, est la conséquence de la mutinerie d'une partie des soldats espagnols de l'armée des Flandres s'étant produite à Anvers entre le 4 novembre et le 7 novembre 1576. Au cours de cet épisode sont morts plusieurs milliers d'habitants et ce drame a été l'élément déclencheur du soulèvement des provinces des Pays-Bas espagnols qui restaient encore loyales à la couronne espagnole lors de la Guerre de Quatre-Vingts Ans.

## Antécédents
Le 1er septembre 1575 se produisit la seconde banqueroute des finances de Philippe II d'Espagne, ce qui rendit impossible le paiement des soldes de l'armée des Flandres composée comme les armées européennes de mercenaires ; certaines de ces unités n'avaient rien touché depuis plus de deux ans et demi, ce qui les obligeaient à vivre aux dépens de la population, usuellement par l'intermédiaire de vols et de rapines. En juillet 1576, le tercio de Valdés se mutina pour ce même motif et occupa la cité d'Alost pour la mettre à sac. Le Conseil de l'État s'appuyant sur l'indignation causée par les désordres et la fatigue de la guerre, autorisa la population des Pays-Bas espagnols à s'armer pour expulser tous les espagnols, soldats ou non, et plaça sous son commandement des unités de mercenaires wallons et allemands. Profitant de la situation, les troupes rebelles essayèrent de s'emparer du château d'Anvers.

## La mise à sac

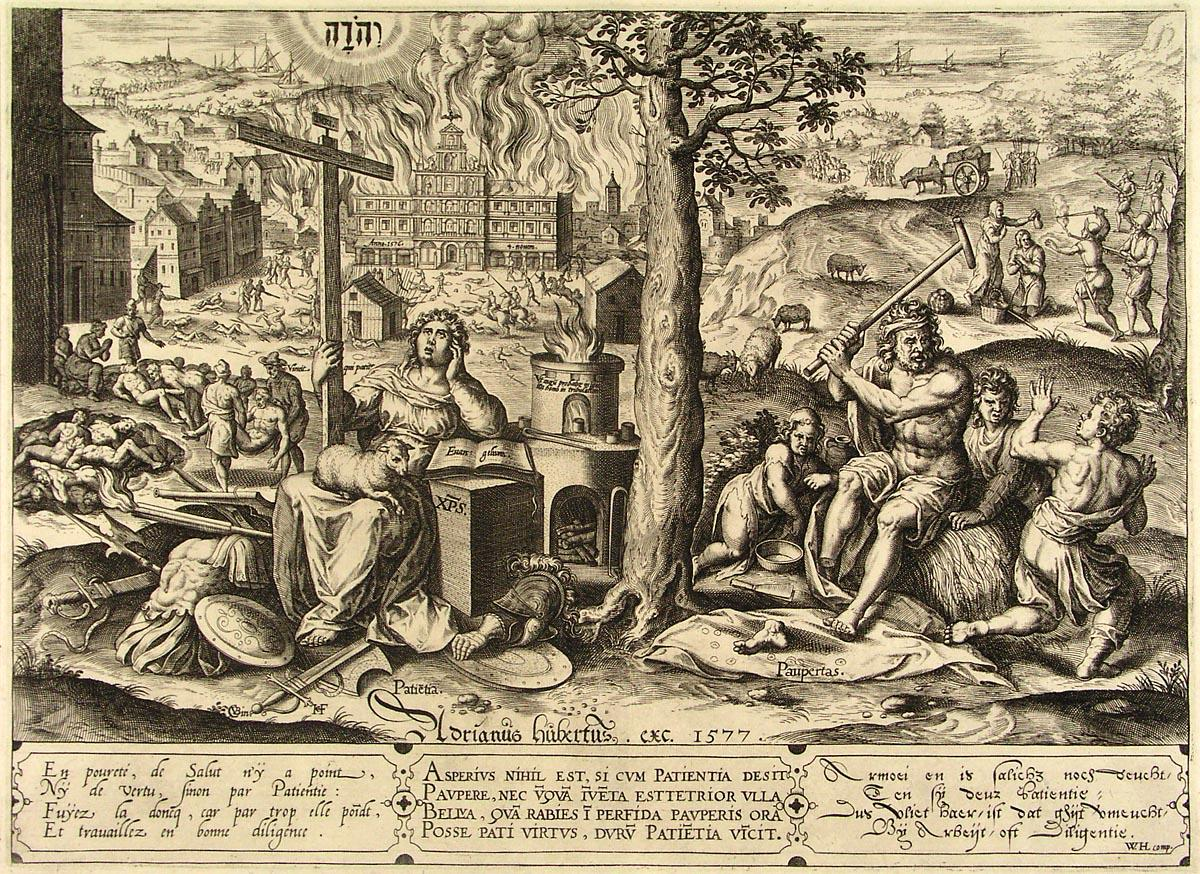
Gravure de Jan Collaert

Le 3 octobre, les troupes rebelles (composées de près de 20 000 hommes), entrèrent dans la cité, dont les gouverneurs leur avaient ouvert les portes, et prirent position pour donner l'assaut au château défendu par les troupes espagnoles commandées par Sancho d'Avila. Les mutins d'Alost (environ 1 600 hommes), qui avaient refusé antérieurement d'obéir à tout ordre, sans avoir touché ce qui leur était dû, en apprenant la nouvelle de l'attaque, marchèrent toute la nuit en direction d'Anvers pour aider les assiégés. Ils arrivèrent dans la cité au matin du quatre et réussirent à entrer dans le château et à s'unir à d'autres unités (600 hommes commandés par Julián Romero et Alonso de Vargas) qui étaient accourues de différents lieux pour secourir d'Avila. Malgré la supériorité numérique des troupes rebelles, les mutins et la garnison du château se lancèrent à l'attaque dans les rues de la cité faisant fuir les Hollandais. Quelques-uns de ceux-ci se réfugièrent dans l'hôtel de ville, tirant des coups de mousquets sur les Espagnols. Ces derniers incendièrent l'hôtel de ville et le feu se propagea à la cité. Dans un grand désordre, les troupes espagnoles mirent à sac la cité durant trois jours. Les morts se comptèrent par milliers.

## Conséquences
L'indignation des provinces et du Conseil de l'État, suscitée par la mise à sac, fut portée à son comble. Le 8 novembre 1576, ils signèrent la pacification de Gand qui exigeait le départ des soldats espagnols des Pays-Bas, accord que Don Juan d'Autriche dut accepter pour ne pas perdre totalement le contrôle des provinces.
Avec la mise à sac d'Anvers et le départ des tercios de l'armée des Flandres, le fruit de dix ans d'efforts de la couronne pour récupérer le contrôle des provinces rebelles fut perdu.
Ce drame servit à alimenter encore plus la légende noire espagnole.

## Mémoire de l'événement
Le 31 janvier 2020, malgré les près de 450 ans qui ont passé, la ville de Madrid a organisé une cérémonie en hommage aux soldats espagnols de l’Armée des Flandres, incluant donc ceux qui ont été impliqués dans le sac d'Anvers et les autres "furies espagnoles" de 1572 à 1579. Le bourgmestre d’Anvers, Bart De Wever, a protesté dans une lettre rédigée en espagnol adressée au maire de Madrid, "condamnant fermement" cette cérémonie au nom de la "mémoire des innombrables victimes". L'idée de la commémoration provenait du parti espagnol d’extrême droite, Vox, qui siège au conseil municipal de Madrid. Malgré une certaine proximité idéologique, le parti Vlaams Belang a donc résolument condamné cet hommage, ce qui souligne la rémanence de la mémoire des événements de 1576 dans les esprits.

## Sources
- (es) Cet article est partiellement ou en totalité issu de l’article de Wikipédia en espagnol intitulé « Saqueo de Amberes » (voir la liste des auteurs).